# 岡山県指定文化財一覧

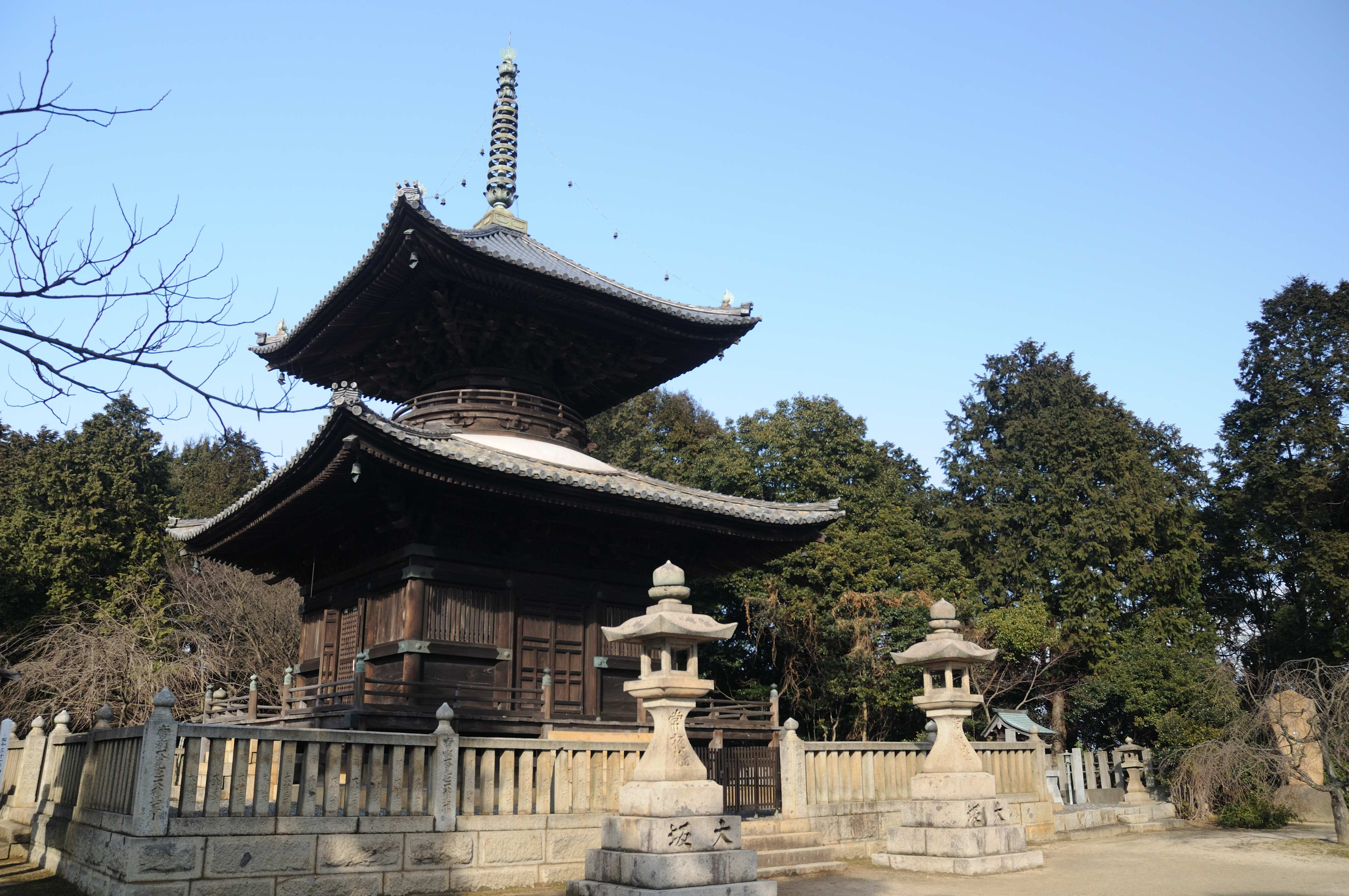
蓮台寺多宝塔

岡山県指定文化財一覧（おかやまけんしていぶんかざいいちらん）は、岡山県指定の文化財や史跡等を一覧形式でまとめたものであるが、すべてを掲載しているわけではない。

## 重要文化財

### 建造物
- 今村宮本殿〔岡山市北区今〕 1955年3月18日指定 ※今村宮
- 慈眼庵址宝篋印塔〔久米南町峠 〕 1955年3月18日指定
- 大光院の康永四年法華題目石〔岡山市中区円山〕 1955年7月19日指定 ※大光院
- 岩屋の皇の墓〔総社市奥坂〕 1955年7月19日指定 ※観音院
- 清水寺平清盛供養塔〔吉備中央町湯山〕 1955年7月19日指定 ※清水寺
- 安住院多宝塔〔岡山市中区国富〕 1956年4月1日指定 ※安住院
- 安住院仁王門〔岡山市中区国富〕 1956年4月1日指定 ※安住院
- 金山寺護摩堂〔岡山市北区金山寺〕 1956年4月1日指定 ※金山寺
- 旧足守藩侍屋敷遺構 （三棟）〔岡山市北区足守〕 1956年4月1日指定 ※岡山市
- 蓮台寺客殿 附 釣屋、御成門、浴室、手洗所〔倉敷市児島由加〕 1956年4月1日指定 ※蓮台寺
- 蓮台寺多宝塔〔倉敷市児島由加〕 1956年4月1日指定 ※蓮台寺
- 石造熊野道の延命地蔵坐像〔倉敷市福江〕 1956年4月1日指定 ※宝寿院
- 満願寺宝篋印塔〔倉敷市真備町辻田〕 1956年4月1日指定 ※森泉寺
- 鶴山八幡宮拝殿、釣殿及び神供所並びに末社薬祖神社社殿〔津山市山北〕 1956年4月1日指定 ※鶴山八幡宮
- 徳守神社社殿 （三棟）〔津山市宮脇町〕 1956年4月1日指定 ※徳守神社
- 横尾山静円寺本堂〔瀬戸内市邑久町本庄〕 1956年4月1日指定 ※静円寺
- 妙本寺本堂〔吉備中央町北 〕 1956年4月1日指定 ※妙本寺
- 木山神社本殿〔真庭市木山〕 1957年11月5日指定 ※木山神社
- 石造藤戸寺五重塔婆〔倉敷市藤戸町藤戸〕 1958年4月10日指定 ※藤戸寺
- 石造総願寺跡宝塔〔倉敷市児島下之町 〕 1958年4月10日指定 ※倉敷市
- 恵堂地蔵〔高梁市落合町阿部〕 1958年4月10日指定 ※高梁市
- 石造龍泉寺方柱碑〔高梁市成羽町下原〕 1958年4月10日指定 ※龍泉寺
- 石造宝台寺五輪塔〔新見市金谷〕 1958年4月10日指定 ※宝台寺
- 矢田石仏〔新見市哲西町矢田〕 1958年4月10日指定 ※新見市
- 石造密厳寺五重層塔〔和気町佐伯 〕 1958年4月10日指定 ※本久寺
- 石造密厳寺九重層塔〔和気町佐伯 〕 1958年4月10日指定 ※本久寺
- 総社石灯籠〔吉備中央町加茂市場〕 1958年4月10日指定 ※総社宮
- 池田忠継廟 附 棟札（三枚） 守護札（四枚）〔岡山市南区浦安本町〕 1959年1月13日指定 ※清泰院
- 石造地蔵菩薩立像〔倉敷市下津井田ノ浦 〕 1959年1月13日指定 ※倉敷市
- 大覚大僧正題目石〔総社市清音軽部〕 1959年1月13日指定 ※大覚寺
- 三尾寺本堂〔新見市豊永赤馬〕 1959年1月13日指定 ※三尾寺
- 宇南寺本堂〔真庭市美甘〕 1959年1月13日指定 ※宇南寺
- 本久寺本堂〔和気町佐伯〕 1959年1月13日指定 ※本久寺
- 石造地蔵菩薩立像（吉田の油地蔵）〔勝央町東吉田 〕 1959年1月13日指定 ※東光寺
- 石造地蔵菩薩立像〔吉備中央町加茂市場〕 1959年1月13日指定 ※総社宮
- 石造宝塔〔岡山市東区吉井〕 1959年3月27日指定
- 石造無縫塔 石造宝篋印塔〔津山市加茂町塔中〕 1959年3月27日指定
- 石造墓塔〔玉野市後閑〕 1959年3月27日指定
- 磨崖仏 （七躯）〔総社市下原〕 1959年3月27日指定 ※総社市
- 薬師院本堂〔高梁市上谷町 〕 1959年3月27日指定 ※薬師院
- 松連寺本堂天井と船戸〔高梁市上谷町 〕 1959年3月27日指定 ※松連寺
- 石造宝塔〔高梁市巨瀬町〕 1959年3月27日指定 ※祇園寺
- 石造延命地蔵（朝間地蔵）〔新見市正田〕 1959年3月27日指定
- 石造延命地蔵（昼間地蔵）〔新見市正田〕 1959年3月27日指定
- 石造延命地蔵 〔新見市唐松〕 1959年3月27日指定
- 六角石幢〔新見市神郷下神代〕 1959年3月27日指定 ※神応寺
- 石造方柱碑〔赤磐市中島 〕 1959年3月27日指定 ※千光寺
- 石造十三重層塔〔赤磐市石蓮寺〕 1959年3月27日指定
- 石造宝篋印塔〔美作市沢田 〕 1959年3月27日指定
- 石造宝篋印塔〔美作市粟野 〕 1959年3月27日指定
- 石造五輪塔〔和気町田土 〕 1959年3月27日指定 ※長楽寺
- 石造宝篋印塔〔久米南町里方 〕 1959年3月27日指定 ※誕生寺
- 石造五輪塔〔久米南町里方 〕 1959年3月27日指定 ※誕生寺
- 石造宝篋印塔〔久米南町仏教寺〕 1959年3月27日指定 ※佛教寺
- 本山寺常行堂〔美咲町定宗〕 1959年3月27日指定 ※本山寺
- 本山寺霊廟（四棟）〔美咲町定宗〕 1959年3月27日指定 ※本山寺
- 本山寺長屋〔美咲町定宗〕 1959年3月27日指定 ※本山寺
- 本山寺仁王門〔美咲町定宗〕 1959年3月27日指定 ※本山寺
- 石造宝篋印塔〔美咲町定宗 〕 1959年3月27日指定 ※本山寺
- 石造宝篋印塔〔吉備中央町円城 〕 1959年3月27日指定 ※円城寺
- 石造線刻阿弥陀如来坐像〔倉敷市真備町尾崎東谷〕 1959年9月15日指定
- 清田八幡神社本殿〔倉敷市曽原 〕 1960年8月23日指定 ※清田八幡神社
- 春日神社石鳥居〔笠岡市小平井〕 1960年8月23日指定 ※春日神社
- 静円寺塔婆（多宝塔） 附 棟札〔瀬戸内市邑久町本庄〕 1960年8月23日指定 ※静円寺
- 由加神社本殿〔倉敷市児島由加 〕 1961年7月25日指定 ※由加神社本宮
- 本経寺本堂 附 棟札〔美咲町吉ケ原〕 1962年4月3日指定 ※本経寺
- 松山長昌寺地蔵石仏〔岡山市北区大安寺地蔵下 〕 1964年5月6日指定
- 石造薬師三尊像〔新見市神郷高瀬〕 1965年2月24日指定
- 石造五智如来坐像 （五躯）〔美咲町両山寺〕 1965年6月16日指定 ※両山寺
- 石造方柱碑〔高梁市備中町布賀〕 1966年4月27日指定
- 吉備津彦神社本殿〔岡山市北区一宮〕 1968年4月19日指定 ※吉備津彦神社
- 熊野神社本殿（五棟）〔倉敷市林 〕 1968年4月19日指定 ※熊野神社
- 尊瀧院ほか四カ院三重塔〔倉敷市林 〕 1974年5月31日指定 ※五流尊瀧院ほか
- 備中国分寺跡建物 庫裏、裏書院、経蔵（三棟）〔総社市上林〕 1974年5月31日指定 ※備中国分寺
- 吉備津神社回廊〔岡山市北区吉備津〕 1976年3月27日指定 ※吉備津神社
- 新野東の宝篋印塔（二基）〔津山市新野東 〕 1976年3月27日指定
- 沢津丸の宝塔〔笠岡市真鍋島〕 1976年3月27日指定
- 大光寺霊廟〔岡山市北区上足守〕 1977年4月8日指定 ※大光寺
- 穴門山神社本殿及び拝殿 附 棟札（六枚）〔高梁市川上町高山市〕 1977年4月8日指定 ※穴門山神社
- 安蘇の宝篋印塔〔美作市安蘇 〕 1977年4月8日指定
- 日応寺番神堂〔岡山市北区日応寺〕 1979年5月18日指定 ※日応寺
- 本蓮寺三重塔〔瀬戸内市牛窓町牛窓〕 1980年4月8日指定 ※本蓮寺
- 本蓮寺祖師堂〔瀬戸内市牛窓町牛窓 〕 1982年4月9日指定 ※本蓮寺
- 高野神社本殿〔津山市二宮 〕 1983年4月8日指定 ※高野神社
- 吉森の石造五輪塔（二基）〔真庭市蒜山上長田〕 1984年4月10日指定
- 吉川八幡宮随神門〔吉備中央町吉川〕 1984年4月10日指定 ※吉川八幡宮
- 石造延命地蔵菩薩立像（夕間地蔵）〔新見市西方〕 1985年4月2日指定
- 石造延命地蔵菩薩坐像〔新見市金谷〕 1985年4月2日指定 ※青龍寺
- 荒戸神社本殿〔新見市哲多町田淵〕 1987年4月3日指定 ※荒戸神社
- 石造鳥居〔岡山市東区宍甘〕 1990年4月3日指定 ※往来神社
- 石造七重層塔〔岡山市東区西大寺中 〕 1990年4月3日指定 ※西大寺
- 西大寺三重塔〔岡山市東区西大寺中〕 1991年4月5日指定 ※西大寺
- 金山寺三重塔〔岡山市北区金山寺〕 1992年4月3日指定 ※金山寺
- 石造六角型舎利塔〔美咲町定宗 〕 1992年4月3日指定 ※本山寺
- 田原用水水路橋（石の懸樋）〔赤磐市徳富〕 1993年4月23日指定 ※赤磐市
- 石造地蔵菩薩立像〔岡山市北区建部町富沢 〕 1994年4月5日指定
- 弘法寺山門〔瀬戸内市牛窓町千手〕 1995年4月7日指定 ※弘法寺
- 石造遣迎二尊板碑〔高梁市有漢町有漢〕 1998年3月24日指定
- 天石門別神社本殿〔美作市滝宮〕 1998年3月24日指定 ※天石門別神社
- 旧高戸家住宅〔浅口市鴨方町鴨方〕 1998年3月24日指定 ※浅口市
- 石造地蔵菩薩立像（ゆるぎ堂所在）〔浅口市鴨方町本庄〕 1998年3月24日指定
- 玉井宮東照宮本殿 附 玉垣〔岡山市中区東山〕 2000年3月28日指定 ※玉井宮東照宮
- 吉川八幡宮拝殿 附 元治元年銘棟札〔吉備中央町吉川〕 2000年3月28日指定 ※吉川八幡宮
- 妙法寺本堂〔津山市西寺町〕 2001年3月23日指定 ※妙法寺
- 神護寺本堂 附 棟札（二枚）〔笠岡市甲弩〕 2001年3月23日指定 ※来迎院
- 菅原神社眼鏡橋 附 眼鏡橋碑〔笠岡市吉浜〕 2001年3月23日指定 ※菅原神社
- 善福寺釈迦堂 附 棟札（一枚）〔井原市井原町〕 2002年3月12日指定 ※善福寺
- 餘慶寺三重塔 附 棟札（四枚）〔瀬戸内市邑久町北島〕 2002年3月12日指定 ※餘慶寺
- 成羽町立吹屋小学校校舎 本館・東校舎・東廊下・西校舎・西廊下 （五棟）〔高梁市成羽町吹屋〕 2003年3月11日指定 ※高梁市
- 大瀧山福生寺本堂〔備前市大内〕 2003年3月11日指定 ※大瀧山実相院・福壽院・西法院
- 福武家住宅主屋・長屋門（二棟）〔矢掛町横谷〕 2004年3月12日指定
- 石造無縫塔〔奈義町小坂〕 2004年3月12日指定
- 愛染寺鐘楼門及び仁王堂〔津山市西寺町〕 2006年3月17日指定 ※愛染寺
- 大瀧山福生寺仁王門 附 元和九年銘施主札（三枚）〔備前市大内〕 2006年3月17日指定 ※大瀧山実相院・福壽院・西法院
- 佛教寺鎮守社本殿 附 天保六年棟札〔久米南町仏教寺〕 2007年3月16日指定 ※佛教寺
- 児島湾開墾第一区の樋門群〔岡山市南区灘崎町西高崎、岡山市南区灘崎町西紅陽台〕 2008年3月7日指定 ※高崎土地改良区、岡山県
- 秀天橋〔玉野市槌ヶ原〕 2008年3月7日指定 ※玉野市
- 本源寺霊屋、表門及び津山藩主森家一門墓 附 参道、石灯籠（二基）〔津山市小田中〕 2009年3月10日指定 ※本源寺
- 宗形神社鳥居〔赤磐市是里〕 2009年3月10日指定 ※宗形神社
- 安住院本堂 附 慶長六年棟札 〔岡山市中区国富〕 2018年3月6日指定 ※安住院

### 絵画
- 繍帳阿弥陀三尊来迎図〔久米南町里方〕 1955年3月18日指定 ※誕生寺
- 絹本著色十三仏図〔岡山市北区後楽園〕 1959年3月27日指定 ※岡山県立博物館
- 絹本著色開山別峰国師頂相〔岡山市北区庭瀬〕 1959年3月27日指定 ※松林寺
- 絹本墨画不動明王二童子像〔玉野市田井〕 1960年4月26日指定 ※蓮華庵
- 若宮八幡宮欧風絵馬〔瀬戸内市邑久町尻海〕 1960年4月26日指定 ※若宮八幡宮
- 菊慈童図屏風（六曲一雙）〔倉敷市児島由加〕 1960年8月23日指定 ※蓮台寺
- 絹本著色両界曼荼羅図（二幅）〔笠岡市走出〕 1962年4月3日指定 ※持宝院
- 紙本淡彩世界図屏風（六曲一双）〔岡山市北区御津金川〕 1964年5月6日指定 ※妙覚寺
- 紙本著色金陵山古本縁起（西大寺縁起）（二帖 附一帖）〔岡山市東区西大寺中〕 1971年6月18日指定 ※西大寺
- 紙本墨画清明上河図巻〔岡山市北区御津金川〕 1972年4月21日指定 ※妙覚寺
- 妙向尼画像 附 妙向尼消息〔津山市〕 1975年6月13日指定
- 絹本著色普賢菩薩像 絹本著色文殊菩薩像〔井原市野上町〕 1989年4月4日指定 ※智勝院
- 絹本著色寂室元光頂相〔高梁市頼久寺町〕 1991年4月5日指定 ※頼久寺
- 絹本墨画白衣観音図〔備前市蕃山〕 1992年4月3日指定 ※正楽寺千手院
- 絹本著色両界曼荼羅図（二幅）〔美咲町定宗〕 1992年4月3日指定 ※本山寺
- 絹本著色釈迦三尊像〔高梁市川上町高山〕 1996年4月2日指定 ※浄明寺
- 紙本墨画淡彩江戸一目図屏風〔津山市山下〕 1998年3月24日指定 ※津山市
- 絹本白描普賢菩薩像〔真庭市木山〕 1998年3月24日指定 ※木山寺
- 絹本著色遣迎二尊十王十仏図〔真庭市木山〕 1998年3月24日指定 ※木山寺
- 絹本著色阿弥陀三尊十仏来迎図〔真庭市木山〕 1998年3月24日指定 ※木山寺
- 絹本著色十三仏図〔真庭市木山〕 1998年3月24日指定 ※木山寺
- 絹本著色仏涅槃図〔浅口市鴨方町六条院中〕 1998年3月24日指定 ※明王院
- 板絵観世音菩薩三十三身応現図及び板絵不動・毘沙門図 （三十五枚）〔美咲町定宗〕 1999年3月16日指定 ※本山寺
- 絹本著色十六羅漢像（十六幅）〔備前市伊部〕 2001年3月23日指定 ※長法寺
- 絹本著色阿弥陀三尊来迎図〔岡山市北区後楽園〕 2007年3月16日指定 ※元恩寺

### 彫刻
- 不動明王立像〔井原市芳井町吉井〕 1955年7月19日指定 ※成福寺
- 木造薬師如来坐像〔総社市三須〕 1955年7月19日指定 ※明光寺
- 木造地蔵菩薩立像〔総社市上林〕 1955年7月19日指定 ※備中国分寺
- 清水寺仁王尊（二躯）〔真庭市関〕 1956年4月1日指定 ※清水寺
- 銅造聖観音立像（新羅様式）〔真庭市美甘〕 1956年4月1日指定 ※竹元寺
- 木造十一面観音立像〔倉敷市林〕 1956年7月3日指定 ※五流尊瀧院
- 木造千手観音立像〔井原市門田町〕 1956年7月3日指定 ※金剛福寺
- 木造十一面観音立像〔井原市高屋町〕 1956年7月3日指定 ※高山寺
- 木造伝薬師如来坐像〔井原市西江原町〕 1956年7月3日指定 ※法泉寺
- 木造十一面観音立像〔鏡野町中谷〕 1956年7月3日指定 ※弘秀寺
- 木造阿弥陀如来立像〔岡山市北区川入〕 1959年3月27日指定 ※真如院
- 木造聖観音立像〔倉敷市西阿知町〕 1959年3月27日指定 ※遍照院
- 木造清涼寺様釈迦像〔久米南町里方〕 1959年3月27日指定 ※誕生寺
- 木造薬師如来坐像〔備前市南方〕 1959年9月15日指定 ※理性院（松本寺）
- 木造仏頭〔倉敷市連島町矢柄〕 1960年8月23日指定 ※宝島寺
- 木造聖観音坐像〔真庭市勝山〕 1960年8月23日指定 ※明徳寺
- 木造阿弥陀如来坐像〔岡山市北区金山寺〕 1961年7月25日指定 ※金山寺
- 木造阿弥陀如来立像〔久米南町里方〕 1962年4月3日指定 ※誕生寺
- 木造神像文珠大明神坐像〔美咲町越尾〕 1965年6月16日指定 ※摩賀多神社
- 木造大黒天立像〔岡山市北区御津金川〕 1969年7月4日指定 ※妙覚寺
- 木造獅子頭〔真庭市本郷〕 1969年7月4日指定 ※別当寺
- 木造阿弥陀如来坐像〔和気町泉〕 1972年12月9日指定 ※安養寺
- 木造鬼面（二面）〔和気町泉〕 1972年12月9日指定 ※安養寺
- 亀山薬師如来坐像〔倉敷市玉島八島〕 1973年5月15日指定 ※薬師庵
- 木造鬼面〔美咲町定宗〕 1973年5月15日指定 ※本山寺
- 獅子頭〔真庭市高屋〕 1974年5月31日指定 ※天津神社
- 鼻高面〔真庭市高屋〕 1974年5月31日指定 ※天津神社
- 獅子頭〔美咲町大垪和西〕 1974年5月31日指定 ※八幡神社
- 舞楽面〔真庭市蒜山中福田〕 1975年6月13日指定 ※福田神社
- 木造金剛力士像（二躯）〔鏡野町中谷〕 1975年6月13日指定 ※弘秀寺
- 木造十一面観音立像〔瀬戸内市邑久町北島〕 1979年3月27日指定 ※餘慶寺
- 木造女神像（二躯）〔岡山市北区〕 1980年4月8日指定
- 木造金剛力士像（二躯）〔久米南町仏教寺〕 1980年4月8日指定 ※佛教寺
- 木造獅子頭〔真庭市上河内〕 1984年4月10日指定 ※熊野神社
- 木造大日如来坐像〔美作市角南〕 1984年4月10日指定
- 木造金剛力士立像〔井原市笹賀町〕 1989年4月4日指定 ※金敷寺・金鴫寺
- 木造金剛力士立像（二躯）〔岡山市北区建部町冨沢〕 1994年4月5日指定 ※成就寺
- 木造聖観音菩薩立像〔高梁市成羽町下原〕 1994年4月5日指定 ※龍泉寺
- 木造阿弥陀如来及び両脇侍像（三躯）〔備前市伊部〕 1994年4月5日指定 ※長法寺
- 木造南無仏太子立像〔高梁市成羽町下原〕 1995年4月7日指定 ※龍泉寺
- 木造門客人神立像〔真庭市木山〕 1995年4月7日指定 ※木山神社
- 能面 翁（白色尉）〔岡山市北区建部町建部上〕 1996年4月2日指定 ※七社八幡宮
- 木造聖観音菩薩立像〔高梁市備中町布賀〕 1997年3月25日指定 ※長建寺
- 木造冥界群像（二十躯）〔玉野市滝〕 1998年3月24日指定 ※正蔵院
- 木造実峰良秀像〔井原市西江原町〕 1999年3月16日指定 ※永祥寺
- 木造古かん仁泉像〔井原市西江原町〕 1999年3月16日指定 ※法泉寺
- 木造伝聖観音菩薩立像〔岡山市中区国富〕 2000年3月28日指定 ※安住院
- 被仏〔瀬戸内市牛窓町千手(遍明院)〕 2000年3月28日指定 ※弘法寺
- 行道面[十面]〔瀬戸内市牛窓町千手(東寿院)〕 2000年3月28日指定 ※弘法寺
- 木造伝喜山性讃坐像〔矢掛町横谷〕 2000年3月28日指定 ※洞松寺
- 木造伝恕(如)仲天ぎ坐像〔矢掛町横谷〕 2000年3月28日指定 ※洞松寺
- 木造不空羂索観音菩薩坐像〔矢掛町小林〕 2001年3月23日指定 ※大通寺
- 木造阿弥陀如来坐像〔岡山市北区後楽園〕 2002年3月12日指定 ※岡山県立博物館
- 木造阿弥陀如来坐像〔和気町泉〕 2004年3月12日指定 ※安養寺
- 木造毘沙門天立像〔和気町泉〕 2004年3月12日指定 ※安養寺
- 木造如来立像〔笠岡市篠坂〕 2005年3月11日指定 ※三宝院

### 工芸品
- 恒次太刀〔岡山市北区丸の内〕 1955年5月17日指定 ※林原美術館保管
- 信国太刀〔岡山市中区〕 1955年5月17日指定
- 長谷部国重 短刀〔矢掛町〕 1955年5月17日指定
- 古備前鐘状水指〔岡山市北区丸の内〕 1956年4月1日指定 ※林原美術館保管
- 太刀 銘 備前国長船住左近将監長光〔岡山市東区〕 1956年4月1日指定
- 静円寺永正銘備前焼花瓶〔瀬戸内市邑久町本庄〕 1956年4月1日指定 ※静円寺
- 静円寺永禄銘備前焼花瓶〔瀬戸内市邑久町本庄〕 1956年4月1日指定 ※静円寺
- 清水寺鰐口〔真庭市関〕 1956年4月1日指定 ※清水寺
- 備前焼壺〔岡山市北区後楽園〕 1956年9月25日指定 ※岡山県立博物館
- 備前焼茶壺〔備前市〕 1956年9月25日指定
- 刀 備州金次〔岡山市北区〕 1957年5月13日指定
- 三角縁二神四獣鏡 （伝 吉備津神社付近出土）〔倉敷市〕 1957年5月13日指定
- 太刀 眞依〔倉敷市〕 1957年5月13日指定
- 太刀正恒（古青江）〔岡山市北区後楽園〕 1957年11月5日指定 ※岡山県立博物館
- 刀 無銘（青江物）〔岡山市北区丸の内〕 1957年11月5日指定 ※林原美術館
- 真葛作 楠渓下絵染付手付樽〔岡山市東区〕 1957年11月5日指定
- 刀 無銘 伝備前国長船近景〔笠岡市〕 1957年11月5日指定
- 短刀 備中国住次吉〔岡山市東区〕 1959年1月13日指定
- 備前焼四耳壺〔岡山市北区後楽園〕 1959年3月27日指定 ※岡山後楽園
- 池田忠雄墓所鉄灯台〔岡山市南区浦安本町〕 1959年3月27日指定 ※清泰院
- 梵鐘〔岡山市北区日応寺〕 1959年3月27日指定 ※日応寺
- 行道面（十一面）〔岡山市北区吉備津〕 1959年3月27日指定 ※吉備津神社
- 木瀬浄阿彌作円鏡〔岡山市北区下足守〕 1959年3月27日指定 ※葦守八幡宮
- 梵鐘〔岡山市北区下高田〕 1959年3月27日指定 ※上願寺
- 梵鐘〔岡山市北区御津金川〕 1959年3月27日指定 ※妙覚寺
- 宇野津焼染付鉢〔倉敷市〕 1959年3月27日指定
- 梵鐘〔倉敷市児島由加〕 1959年3月27日指定 ※蓮台寺
- 梵鐘〔笠岡市走出〕 1959年3月27日指定 ※持宝院
- 梵鐘〔笠岡市笠岡〕 1959年3月27日指定 ※遍照寺
- 梵鐘〔井原市高屋町〕 1959年3月27日指定 ※高山寺
- 梵鐘〔総社市井尻野〕 1959年3月27日指定 ※宝福寺
- 備前焼欄間獅子（一対）〔備前市伊部〕 1959年3月27日指定 ※長法寺
- 梵鐘〔備前市浦伊部〕 1959年3月27日指定 ※妙圀寺
- 磬〔瀬戸内市牛窓町千手〕 1959年3月27日指定 ※弘法寺
- 梵鐘〔瀬戸内市邑久町北島〕 1959年3月27日指定 ※餘慶寺
- 備前焼薄端花生〔和気町〕 1959年3月27日指定
- 鰐口〔美咲町両山寺〕 1959年3月27日指定 ※両山寺
- 梵鐘〔吉備中央町湯山〕 1959年3月27日指定 ※清水寺
- 刀 銘 長曾祢興里入道乕徹〔岡山市東区〕 1960年4月26日指定
- 短刀 繁慶〔倉敷市〕 1960年8月23日指定
- 脇差 盛光〔玉野市〕 1960年8月23日指定
- 短刀 信国 附 葵紋合口拵〔倉敷市林〕 1961年7月25日指定 ※五流尊瀧院
- 銅板法華経〔岡山市北区御津金川〕 1962年4月3日指定 ※妙覚寺
- 脇差 備州長船康光〔玉野市〕 1963年3月30日指定
- 樋蒔絵衛府太刀拵 附 太刀無銘〔岡山市東区〕 1964年12月2日指定
- 太刀 無銘（伝国俊）〔備前市〕 1964年12月2日指定
- 銅鰐口〔高梁市備中町西油野〕 1966年4月27日指定 ※観音寺
- 若代出土備前焼壺（十八個） 附 須恵器かめ、瀬戸瓶子〔真庭市本郷〕 1969年7月4日指定 ※真庭市
- 太刀 銘幸景〔岡山市北区後楽園〕 1971年6月18日指定 ※岡山県立博物館
- 太刀 無銘（伝福岡一文字）〔倉敷市〕 1971年6月18日指定
- 短刀 守次〔倉敷市〕 1971年6月18日指定
- 短刀 助光〔倉敷市〕 1971年6月18日指定
- 短刀 貞次〔笠岡市〕 1971年6月18日指定
- 梵鐘〔倉敷市林〕 1974年5月31日指定 ※五流尊瀧院
- 太刀 銘宗義造〔美作市〕 1976年3月27日指定
- 備前焼狛犬（一対）〔備前市木谷〕 1978年4月14日指定 ※天神社
- 太刀 銘宗貞〔倉敷市〕 1980年4月8日指定
- 剣 銘祐定〔備前市八木山〕 1980年4月8日指定 ※鏡石神社
- 大太刀 銘備州長船秀幸〔岡山市北区吉備津〕 1982年4月9日指定 ※吉備津神社
- 刀 伝雲重〔岡山市北区鹿田町〕 1982年4月9日指定
- 金銅板貼山伏笈〔鏡野町寺和田〕 1985年4月2日指定 ※円通寺
- 太刀 銘雲生〔岡山市北区御津金川〕 1987年4月3日指定 ※岡山市
- 黒韋威鎧 大袖付 附鍬形〔瀬戸内市牛窓町牛窓〕 1988年4月1日指定 ※五香宮
- 唐櫃〔倉敷市〕 1990年4月3日指定
- 木造彩色菊牡丹透華鬘（二枚）〔岡山市北区後楽園〕 1991年4月5日指定 ※岡山県立博物館
- 紫糸威腹巻〔岡山市北区後楽園〕 1991年4月5日指定 ※岡山県立博物館
- 五鈷杵・五鈷鈴〔岡山市北区金山寺〕 1992年4月3日指定 ※金山寺
- 大太刀 法光〔岡山市北区吉備津〕 1994年4月5日指定 ※吉備津神社
- 紅糸素懸威銀箔押二枚胴具足〔瀬戸内市邑久町豊原〕 1994年4月5日指定 ※大賀島寺
- 宝剣 銘国重（三口） 宝剣拵（三口）〔高梁市松原通〕 1996年4月2日指定 ※高梁市
- 大太刀 銘義隆〔倉敷市玉島中央町〕 1997年3月25日指定 ※羽黒神社
- 日の丸金箔押紺糸威二枚胴具足〔高梁市原田北町〕 1998年3月24日指定 ※高梁市
- 赤黒片身替白糸威二枚胴具足〔高梁市原田北町〕 1998年3月24日指定 ※高梁市
- 太鼓形酒筒（太鼓樽）〔瀬戸内市牛窓町千手〕 1998年3月24日指定 ※遍明院
- 馬具（四懸）〔瀬戸内市牛窓町牛窓〕 1998年3月24日指定 ※五香宮
- 妙本寺出土備前焼壺・大甕（三十七個） 附 瀬戸褐釉印印花文瓶子〔吉備中央町北〕 1998年3月24日指定 ※妙本寺
- 杏葉形 轡 [一具]〔瀬戸内市邑久町北島〕 2000年3月28日指定 ※豊原北島神社
- 桃形 轡 [一具]〔瀬戸内市邑久町北島〕 2000年3月28日指定 ※豊原北島神社
- 刀 銘 藤原直胤（花押） 天保八年一陽来復日〔津山市〕 2003年3月11日指定
- 陣太鼓〔和気町泉〕 2003年3月11日指定 ※安養寺
- 梵鐘〔津山市小田中〕 2005年3月11日指定 ※安国寺
- 梵鐘〔鏡野町馬場〕 2006年3月17日指定 ※小田草神社

### 書跡・典籍
- 高麗版一切経（九九四巻）〔岡山市北区吉備津〕 1959年3月27日指定 ※吉備津神社
- 紙本墨書連歌〔岡山市北区吉備津〕 1959年3月27日指定 ※吉備津神社
- 紙本淡彩神事絵巻〔岡山市北区一宮〕 1959年3月27日指定 ※吉備津彦神社
- 紺紙金泥法華経（八巻）〔赤磐市中島〕 1959年3月27日指定 ※千光寺

### 古文書
- 足利尊氏御教書〔瀬戸内市牛窓町千手〕 1959年3月27日指定 ※弘法寺
- 足利尊氏御教書〔岡山市北区後楽園〕 1978年4月14日指定 ※岡山県立博物館
- 安養寺文書（五十四点）〔和気町泉〕 1981年4月7日指定 ※安養寺
- 本蓮寺旧蔵文書（七十九点）〔岡山市北区後楽園〕 2002年3月12日指定 ※岡山県立博物館
- 洞松寺文書（四十三通）〔矢掛町横谷〕 2004年3月12日指定 ※洞松寺
- 法泉寺文書（二十一通） 附 伊勢盛時禁制札（一面）〔井原市西江原町〕 2006年3月17日指定 ※法泉寺
- 豊楽寺文書（三十三通・二冊）〔岡山市北区後楽園〕 2007年3月16日指定 ※豊楽寺
- 寳福寺文書〔総社市井尻野〕 2011年3月4日指定 ※寳福寺
- 津山藩松平家文書〔津山市山下〕 2012年3月9日指定 ※津山市

### 考古資料
- 石枕[天神山古墳出土]〔岡山市北区後楽園〕 1979年3月27日指定 ※岡山県立博物館
- 月の輪古墳出土品（一括）〔美咲町飯岡〕 1984年4月10日指定 ※美咲町
- 袈裟襷文銅鐸[兼基・鳥坂出土]〔岡山市北区後楽園〕 1991年4月5日指定 ※岡山県立博物館
- 袈裟襷文銅鐸[安仁神社裏山出土]〔岡山市東区西大寺一宮〕 1991年4月5日指定 ※安仁神社
- 袈裟襷文銅鐸[勝央町植月北出土]〔津山市山下〕 1991年4月5日指定 ※津山市
- 「矢田部首人足」銘せん〔総社市新本〕 1991年4月5日指定 ※宅源寺
- 金銅装環頭大刀（大谷一号墳出土） 附 金銅製品〔真庭市下呰部〕 1991年4月5日指定 ※真庭市
- 小枝二号墳出土装飾付陶棺〔赤磐市周匝〕 1997年3月25日指定 ※赤磐市
- 柳谷古墳出土遺物[三十一点]〔津山市沼〕 2000年3月28日指定 ※津山市

### 歴史資料
- 寂厳筆写・手沢本及び関係史料（五八五種）〔倉敷市連島町矢柄〕 1991年4月5日指定 ※宝島寺
- 大身槍 熊毛槍鞘付[五本] 附 黒熊毛鞘[一本]〔津山市山下〕 2000年3月28日指定 ※津山市
- 閑谷中学校関係歴史資料（書籍二九九九冊 書跡三点）〔備前市閑谷〕 2001年3月23日指定 ※岡山県
- 櫓時計〔久米南町里方〕 2003年3月11日指定 ※誕生寺

## 無形文化財

### 工芸技術
- 特殊花莚の製作技術 1959年3月27日指定
- 備前焼製作技術 1980年4月8日指定
- 金工（刀身彫刻） 1995年4月7日指定
- 漆芸 1995年4月7日指定
- 木工芸 1995年4月7日指定
- 刀剣製作技術 1997年3月25日指定
- 手漉和紙 2004年3月12日指定
- 虫明焼制作技術 2011年3月4日指定

## 民俗文化財

### 有形民俗文化財
- 松神神社歌舞伎舞台〔奈義町中島東〕 1963年4月12日指定 ※松神神社
- 津山だんじり（二十八基）〔津山市小田中・伏見町他〕 1968年4月19日指定 ※津山まつり
- 絵馬・おかげ参りの図〔瀬戸内市牛窓町牛窓〕 1972年12月9日指定 ※牛窓神社
- 八幡神社の歌舞伎舞台〔美咲町大垪和西〕 1976年3月27日指定 ※八幡神社
- かしき網漁法コレクション（八十七点）〔岡山市北区後楽園〕 1978年4月14日指定 ※岡山県立博物館
- 笠岡港の力石（十六個） 附 沖仲仕の法被・褌（各二点）〔笠岡市笠岡〕 1983年4月8日指定 ※笠岡市
- 児島湾漁撈回漕図〔岡山市南区妹尾〕 1985年4月2日指定 ※御前神社
- 牛窓だんじり（八基）〔瀬戸内市牛窓町鹿忍〕 1987年4月3日指定
- 笠加熊野比丘尼関係資料（一括）〔瀬戸内市邑久町下笠加〕 1990年4月3日指定

### 無形民俗文化財
- 誕生寺二十五菩薩練供養〔久米南町里方〕 1955年3月18日指定
- 吉川八幡宮当番祭〔吉備中央町吉川〕 1955年3月18日指定
- 川合神社夏祭のだし〔吉備中央町湯山〕 1955年7月19日指定
- バンバ踊〔久米南町仏教寺〕 1956年4月17日指定
- 志呂神社御供〔岡山市北区建部町下神目（御供調製：久米南町京尾）〕 1957年5月13日指定
- 弘法寺練供養〔瀬戸内市牛窓町千手〕 1957年5月13日指定
- 高田神社獅子舞〔津山市上横野〕 1957年5月21日指定
- 西大寺の会陽（観音院）〔岡山市東区西大寺〕 1959年3月27日指定
- 宮内踊〔岡山市北区吉備津〕 1959年3月27日指定
- 加茂大祭（総社宮）〔吉備中央町加茂市場〕 1959年3月27日指定
- 太刀踊（御霊神社）〔瀬戸内市牛窓町牛窓綾浦〕 1960年8月23日指定
- 唐子踊（疫神社）〔瀬戸内市牛窓町牛窓紺浦〕 1960年8月23日指定
- 吉念仏踊（法福寺）〔真庭市吉〕 1961年7月25日指定
- 布施神社のお田植祭〔鏡野町富西谷〕 1962年4月24日指定
- 吉備津彦神社の御田植祭〔岡山市北区一宮〕 1964年1月16日指定
- 梶並神社の当人祭〔美作市梶並〕 1964年1月16日指定
- 境神社及び八幡神社の獅子舞〔美咲町境・大垪和西〕 1965年2月24日指定
- 横仙歌舞伎〔奈義町滝本〕 1966年4月27日指定
- 八幡神社及び物見神社の花祭り〔津山市阿波大畑 同加茂町物見〕 1972年4月21日指定
- 美作町の地下芝居〔美作市林野〕 1973年5月15日指定
- 大島の傘踊〔笠岡市大島中〕 1976年3月27日指定
- 新野まつり〔津山市新野〕 1977年4月8日指定
- 二上山護法祭〔美咲町両山寺〕 1977年4月8日指定
- 糸崎八幡神社・中山天神社の神事〔井原市芳井町西三原・東三原〕 1981年4月7日指定 ※糸崎八幡神社・中山天神社
- 清水寺護法祭〔久米南町上籾〕 1982年4月9日指定
- 新本両国司神社の赤米の神饌〔総社市新本〕 1985年4月2日指定
- 福石荒神社神楽獅子舞〔備前市三石福石〕 1986年4月4日指定
- 天曳神社宮原獅子舞〔美作市宮原〕 1986年4月4日指定
- 建部祭り（七社八幡宮）〔岡山市北区建部町建部上〕 1994年4月5日指定
- 鴻八幡宮祭りばやし（しゃぎり）〔倉敷市児島下の町〕 1997年3月25日指定
- 太刀踊（粟利郷天神社）〔瀬戸内市牛窓町長浜〕 2001年3月23日指定
- 郷原漆器〔真庭市蒜山上福田〕 2006年3月17日指定 ※郷原漆器生産振興会
- 太鼓田植〔新見市哲西町矢田 同神郷下神代〕 2008年3月7日指定
- 鋤崎八幡神社の秋祭り〔高梁市備中町平川〕 2016年2月5日指定 ※平川渡り拍子保存会
- 松山踊り〔高梁市〕 2018年3月6日指定

## 記念物

### 史跡
- 撫川城跡（芝場城跡）〔岡山市北区撫川〕 1957年5月13日指定 ※岡山市他
- 野田山遺跡〔新見市哲多町成松〕 1957年5月13日指定 ※新見市
- 南方前池遺跡〔赤磐市南方〕 1957年5月13日指定 ※赤磐市
- 徳倉城跡〔岡山市北区御津河内〕 1958年4月10日指定 ※岡山市
- 備前国庁跡〔岡山市中区国府市場〕 1959年3月27日指定 ※岡山市
- 浄土寺〔岡山市中区湯迫〕 1959年3月27日指定 ※浄土寺
- 倉安川吉井水門〔岡山市東区吉井〕 1959年3月27日指定 ※岡山市
- 伝賀陽氏館跡〔岡山市北区川入〕 1959年3月27日指定
- 坂古田古墳〔岡山市北区平山〕 1959年3月27日指定 ※岡山県他
- 緒方洪庵誕生地〔岡山市北区足守〕 1959年3月27日指定 ※岡山市
- 木下利玄生家〔岡山市北区足守〕 1959年3月27日指定 ※岡山市
- 松田元成及び大村盛恒墓所〔岡山市東区瀬戸町塩納〕 1959年3月27日指定 ※岡山市
- 王墓山古墳〔倉敷市庄新町〕 1959年3月27日指定 ※倉敷市
- 八高廃寺〔倉敷市真備町妹〕 1959年3月27日指定
- 興譲館〔井原市西江原町〕 1959年3月27日指定 ※興譲館
- 秦廃寺〔総社市秦〕 1959年3月27日指定
- 順正寮跡〔高梁市頼久寺町〕 1959年3月27日指定 ※学校法人高梁学園
- 高梁基督教会堂〔高梁市柿木町〕 1959年3月27日指定 ※高梁基督教会
- 閑谷焼窯跡〔備前市閑谷〕 1959年3月27日指定
- 鹿歩山古墳〔瀬戸内市牛窓町鹿忍〕 1959年3月27日指定
- 二塚山古墳〔瀬戸内市牛窓町鹿忍〕 1959年3月27日指定
- 花光寺山古墳〔瀬戸内市長船町服部〕 1959年3月27日指定
- 築山古墳〔瀬戸内市長船町西須恵〕 1959年3月27日指定
- 伝宮本武蔵宅跡〔美作市宮本〕 1959年3月27日指定
- 田原井堰跡 附 田原用水路一部 百間の石樋 切抜き〔和気町田原 赤磐市徳富 岡山市東区瀬戸町森末〕 1959年3月27日指定 ※田原用水組合
- 法然上人誕生地〔久米南町里方〕 1959年3月27日指定 ※誕生寺
- 月の輪古墳〔美咲町飯岡〕 1959年9月15日指定 ※美咲町
- 藤原成親遺跡（高麗寺山門跡と藤原成親墓地）〔岡山市北区吉備津〕 1960年4月26日指定 ※福田海本部
- 安養寺裏山経塚群〔倉敷市浅原〕 1960年8月23日指定 ※安養寺
- 関戸の廃寺跡〔笠岡市関戸〕 1963年8月1日指定 ※笠岡市
- 宮山墳墓群 宮山天望古墳〔総社市三輪〕 1964年5月6日指定 ※百射山神社
- 高松城水攻め鳴谷川遺跡 附 工事奉行の墓〔岡山市北区長野〕 1964年12月2日指定 ※岡山市
- 方谷庵〔新見市大佐小南〕 1965年2月24日指定 ※金剛寺
- 下津井城跡〔倉敷市下津井 同吹上〕 1968年7月23日指定 ※倉敷市
- 土居一里塚〔美作市土居〕 1972年4月21日指定
- 新熊野山〔倉敷市林〕 1973年5月15日指定 ※熊野神社他
- 竹内流古武道発祥の地〔岡山市北区建部町角石谷〕 1976年3月27日指定
- 犬養家旧宅〔岡山市北区川入〕 1977年4月8日指定 ※岡山県
- 野崎家旧宅〔倉敷市児島味野〕 1977年4月8日指定 ※（財）竜王会館
- 久米廃寺跡〔津山市宮尾〕 1977年4月8日指定 ※岡山県・津山市
- 三石城跡〔備前市三石〕 1979年3月27日指定 ※備前市
- 日本キリスト教団天城教会敷地及び教会堂〔倉敷市藤戸町天城〕 1981年4月7日指定 ※天城教会
- 天神山城跡 附 根小屋跡 岡本屋敷及び木戸館 伝浦上与次郎墓〔和気町田土 和気町岩戸〕 1982年4月9日指定 ※和気町
- 鍛冶屋谷たたら遺跡 附 供養塔（二基）〔鏡野町富西谷〕 1983年4月8日指定 ※鏡野町
- 江崎古墳〔総社市上林〕 1986年4月4日指定 ※総社市他
- 岩屋城跡〔津山市中北上〕 1987年4月3日指定 ※津山市
- 栢寺廃寺跡〔総社市南溝手〕 1987年4月3日指定 ※総社市
- 唐臼墳墓群〔美咲町打穴西〕 1988年4月1日指定
- 備中松山城御根小屋跡〔高梁市内山下〕 1991年4月5日指定 ※岡山県・高梁市
- 山崎家墓所〔高梁市成羽町下原〕 1999年3月16日指定
- 日上天王山古墳・日上畝山古墳群〔津山市日上〕 2000年3月28日指定
- 宝福寺〔総社市井尻野〕 2000年3月28日指定 ※宝福寺他
- 川東車塚古墳〔真庭市田原〕 2002年3月12日指定
- 矢筈城跡（高山城跡） 附 伝草苅景継墓所〔津山市加茂町山下・知和〕 2006年3月17日指定 ※津山市ほか
- 勝負砂古墳〔倉敷市真備町下二万〕 2009年3月10日指定
- 津山藩主松平家菩提所泰安寺〔津山市西寺町〕 2012年3月9日指定 ※泰安寺

### 名勝
- 道祖渓〔井原市西江原町〕 1955年7月19日指定 ※井原市
- 天神峡〔井原市芳井町吉井〕 1956年4月1日指定 ※井原市
- 弥高山〔高梁市川上町高山〕 1957年5月13日指定 ※高梁市
- 近水園〔岡山市北区足守〕 1959年3月27日指定 ※岡山市
- 円通寺公園〔倉敷市玉島柏島〕 1959年3月27日指定 ※円通寺
- 大通寺庭園〔矢掛町小林〕 2001年3月23日指定 ※大通寺

### 天然記念物
- 成羽の化石層〔高梁市成羽町成羽 井原市美星町明治〕 1955年7月19日指定
- 枝の不整合〔高梁市成羽町成羽〕 1955年7月19日指定
- 藍坪〔高梁市川上町上大竹〕 1955年7月19日指定
- 栗原の四本柳〔真庭市栗原〕 1955年7月19日指定 ※真庭市
- 宗堂の桜〔岡山市瀬戸町宗堂〕 1956年4月1日指定
- 阿知の藤〔倉敷市本町〕 1956年4月1日指定 ※阿智神社
- 浪形岩〔井原市野上町〕 1956年4月1日指定 ※千手院
- 穴門山の社叢〔高梁市川上町高山市〕 1956年4月1日指定 ※穴門山神社
- 黒岩の山桜〔真庭市蒜山東茅部〕 1956年4月1日指定 ※真庭市
- 黄金杉〔真庭市蒜山下長田〕 1956年4月1日指定 ※真庭市
- 枝垂栗自生地（二カ所）〔新庄村戸島〕 1956年4月1日指定 ※新庄村
- 大野の整合〔鏡野町竹田〕 1956年4月1日指定 ※鏡野町
- 八丁畷の準平原面〔吉備中央町吉川〕 1956年4月1日指定 ※吉備中央町
- 真鍋大島のイヌグス〔笠岡市真鍋島前大島〕 1957年5月13日指定 ※笠岡市
- 阿哲台-満奇洞 秘坂鐘乳穴 宇山洞 縞嶽 諏訪の穴 井倉洞〔新見市豊永・金谷 真庭市下呰部 新見市草間〕 1957年11月5日指定 ※新見市・真庭市
- 上房台 備中鐘乳穴岩屋の穴 上野呂カルスト〔真庭市上水田・阿口・下呰部〕 1957年11月5日指定 ※真庭市他
- 金螢発生地〔新見市哲多町蚊家〕 1959年3月27日指定 ※天王八幡神社
- ぎふちょう発生地〔真庭市蒜山の旧川上村一円〕 1959年3月27日指定 ※真庭市
- かわしんじゅ貝生息地〔真庭市蒜山上徳山・下徳山・上福田（天谷川・小原川）〕 1959年3月27日指定 ※真庭市
- 郷の源氏螢発生地〔鏡野町〕 1959年3月27日指定 ※鏡野町
- やませみ生息地〔鏡野町内の旧富村一円〕 1959年3月27日指定 ※鏡野町
- 塩滝の礫岩〔真庭市関・佐引〕 1959年9月15日指定 ※真庭市
- 住吉島の樹林〔備前市鶴海坂田〕 1964年5月6日指定 ※住吉神社
- 箸立天神伊吹ひば〔真庭市垂水〕 1969年7月4日指定 ※垂水神社
- 角力取山の大松〔総社市岡谷〕 1972年12月9日指定 ※総社市
- 醍醐桜〔真庭市別所〕 1972年12月9日指定 ※真庭市
- 滝川ホタル生息地〔勝央町及び奈義町内〕 1975年6月13日指定 ※勝央町・奈義町
- 尾所の桜〔津山市阿波〕 1996年4月2日指定 ※津山市
- 祇園の天狗大スギ〔高梁市巨瀬町〕 1998年3月24日指定 ※祇園寺
- 横川のムクノキ〔美作市滝宮〕 1998年3月24日指定
- 七色樫〔鏡野町羽出〕 2003年3月11日指定
- 青木のしいの木〔美作市青木〕 2004年3月12日指定
- 二上杉〔美咲町両山寺〕 2005年3月11日指定 ※両山寺
- 奥迫川の桜〔岡山市灘崎町奥迫川〕 2006年3月17日指定